# Cratyna arenicola
Cratyna arenicola är en tvåvingeart som beskrevs av Wallace A. Steffan 1984. Cratyna arenicola ingår i släktet Cratyna och familjen sorgmyggor.
Artens utbredningsområde är Washington. Inga underarter finns listade i Catalogue of Life.